# Postřelmůvek
Postřelmůvek (niem. Klein Heilendorf) – gmina w Czechach, w powiecie Šumperk, w kraju ołomunieckim. Według danych z dnia 1 stycznia 2012 liczyła 321 mieszkańców.